# Ято
Ято е група птици от един и същ биологичен вид, по изключение и повече от един вид, които се придвижват заедно и се хранят заедно.
Птиците се събират в ято предимно при провеждането на регулярните им миграционни полети. Животните се подреждат в определена форма, най-често триъгълник, и прелитат големи разстояния до следващото си местообитание. Някои видове птици живеят в ята, въпреки че в същото време имат и постоянно гнездо.